# Nioce
Nioce é uma localidade do posto administrativo de Malema, no distrito de Malema, província de Nampula, Moçambique. A povoação dista 30km da sede do distrito e é banhada pelo rio Nioce ou Neoce.
1. 1 2  «Perfil do Distrito de Malema, Província de Nampula, Edição 2005» (PDF). Ministério da Administração Estatal. 2005. Consultado em 1 de novembro de 2021